# Сормово (Чувашия)
Со́рмово (чув. Сурăм) — деревня в Красночетайском районе Чувашской Республики. Входит в состав Атнарского сельского поселения.

## География
Находится в северо-западной части Чувашии на расстоянии приблизительно 7 км на юг от районного центра села Красные Четаи на левом берегу речки Уревка.

## История
Образована в 1860-е годы переселенцами из Ядринского уезда. В 1897 году учтено 22 двора и 120 жителей, в 1926 — 56 дворов и 215 жителей, в 1939—435 жителей, в 1979—266. В 2002 году было 90 дворов, в 2010 — 54 домохозяйства. В 1928 году был образован колхоз им. Петрова, в 2010 действовал СХПК «Коминтерн».

## Население
Постоянное население составляло 154 человека (чуваши 95 %) в 2002 году, 132 в 2010.